# Antoni Rogiński
Rogiński Antoni (ur. 6 sierpnia 1875 r. w Iłłukszu w Kurlandii, zm. 11 listopada 1942 r. w Opolu Lubelskim) – profesor w Katedrze Urządzeń Maszynowych Politechniki Warszawskiej, specjalista w zakresie konstrukcji kotłów parowych i silników cieplnych, współzałożyciel Stowarzyszenia Mechaników Polskich.

## Życiorys
W 1901 r. ukończył studia inżynierskie w Instytucie Technologicznym w Charkowie. Rok później, w ramach stażu rozpoczął pracę na stanowisku konstruktora w fabryce Allis and Chalmers Co. w Chicago, a następnie na tym samym stanowisku pracował w firmie Sautter, Harle et Co. w Paryżu.
Od 1904 r. wykładowca projektowania silników parowych i dźwignic w Instytucie Technologicznym w Charkowie. Po zwolnieniu z Instytutu za spór z ówczesnym dyrektorem Szylerem, wyjechał do Petersburga, gdzie przez cztery lata kierował budową turbin parowych i turbogeneratorów w Fabryce Metali, był twórcą pierwszej takiej turbiny w Rosji.
W 1908 r. otrzymał tytuł profesora nadzwyczajnego, a rok później profesora zwyczajnego – termodynamiki i silników parowych w Dońskim Instytucie Politechnicznym w Nowoczerkasku. W latach 1909–1911 sprawował funkcję dziekana Wydziału Mechanicznego tej uczelni.
W 1921 r. powrócił do Polski, a rok później został powołany na stanowisko zastępcy profesora w Katedrze Urządzeń Maszynowych Wydziału Elektrycznego Politechniki Warszawskiej. W 1922 r. otrzymał tytuł profesora nadzwyczajnego Politechniki Warszawskiej.
Był jednym ze współzałożycieli Stowarzyszenia Mechaników Polskich, sprawował również funkcję redaktora Wiadomości Polskiego Komitetu Normalizacyjnego. Pomimo przejścia na emeryturę w 1934 r. nadal działał w kołach naukowych, należał do Zrzeszenia Profesorów i Docentów Szkół Akademickich, jak również był rzeczoznawcą Izby Przemysłowo-Handlowej w Warszawie.
Zmarł 11 listopada 1942 r. w Opolu Lubelskim.

## Stanowiska
- 1902–1903 – konstruktor, odlewnik i monter silników parowych w fabryce Allis and Chalmers Co. w Chicago
- od 1903 r. – konstruktor w fabryce Sautter, Harle et Co. w Paryżu
- od 1904 r. – wykładowca projektowania silników parowych i dźwignic w Instytucie Technologicznym w Charkowie
- 1904-1908 – kierownik budowy turbin parowych i turbogeneratorów w Fabryce Metali w Petersburgu
- 1909-1911 – dziekan Wydziału Mechanicznego Instytutu Politechnicznego w Nowoczerkasku
- od 1921 r. – zastępca profesora w Katedrze Urządzeń Maszynowych Wydziału Elektrycznego Politechniki Warszawskiej

## Członkostwa
- członek rady Międzynarodowej Organizacji Normalizacyjnej (ISA-ISO)
- przewodniczący podkomisji kreślenia technicznego PKN
- członek Instytutu Naukowej Organizacji Pracy
- członek honorowego komitetu obchodów 10-lecia Centrali Akademickich Bratnich Pomocy na Uczelniach Warszawskich (1931)
- współzałożyciel Stowarzyszenia Mechaników Polskich (1926)

## Wybrane publikacje
- Kreślenia techniczne, 1931, 1939
- Postępy w budownictwie turbin parowych w Rosji, (artykuł)
- Określanie sprawności mechanicznej metod samohamowania, Przegląd Elektrotechniczny, 1923
- Normalizacja wyrobów przemysłowych w Polsce i za granicą, Przegląd Techniczny, 1925